# بدن‌ها بدن‌ها بدن‌ها
این کوچولوهایی فیلم های آموزشی فغ از ععبدن‌ها بدن‌ها بدن‌ها (انگلیسی: Bodies Bodies Bodies؛ همچنین اجساد اجساد اجساد) یک فیلم ترسناک آمریکایی در ژانر کمدی سیاه به کارگردانی هالینا رین محصول سال ۲۰۲۲ است. این فیلم توسط سارا دلاپ بر اساس داستانی از کریستن روپنیان نوشته شده است. در این فیلم آماندلا استبرگ، ماریا باکالوا، میها هرولد، چیس سوئی واندرز، ریچل سنوت، لی پیس، پیت دیوید سون به هنرپیشگی پرداختند.

## داستان
پس از اینکه گروهی ۲۰-نفره در طول یک طوفان در عمارتی دورافتاده گیر می‌افتند، یک بازیِ جمعی که بیش از حد به اشتباه رفته، با یک جسد مرده روی زمین به پایان می‌رسد و دوستان جعلی در هر قدمی سعی دارند قاتل را در میان خود پیدا کنند.

## بازیگران
- آماندلا استنبرگ در نقش سوفی
- ماریا باکالوا در نقش بی
- میهالا هرولد
- چیس سوئی واندرز
- ریچل سنوت در نقش آلیس
- لی پیس در نقش گرگ
- پیت دیویدسون در نقش دیوید
- کانر اومالی در نقش مکس

## بازخورد
در وبگاه جمع‌آوری نقد راتن تومیتوز، ٪۸۶ از ۲۰۹ بررسی منتقدان مثبت است و میانگینِ امتیاز آن ۷٫۱/۱۰ است. اجماع این وبگاه چنین می‌نویسد: «بدن‌ها بدن‌ها بدن‌ها با بازیگریِ بی‌عیب‌ونقص و نویسندگیِ هوشمندانه اجرا می‌شود.» این فیلم در متاکریتیک که از میانگین وزنی استفاده می‌کند، بر اساس نظر ۴۳ منتقدین امتیاز ۶۹ از ۱۰۰ را کسب کرده که نشان‌گر «نقدهای عموماً مطلوب» است.